# A Maszk 2. – A Maszk fia
A Maszk 2. – A maszk fia (eredeti cím: Son of the Mask) 2005-ben bemutatott egész estés amerikai–német film, a nagy sikerű A Maszk című film folytatása. A magyar mozikban nem mutatták be, de később DVD-n kiadták. Eredetileg szerették volna felkérni Jim Carrey-t, hogy újból játssza el a főszerepet, de ő már nem vállalta el.
A film nem aratott sikert, hanem csúfosan leszerepelt a nézők és kritikusok előtt; a 84 millió dolláros költségvetéssel készült film az Egyesült Államokban csupán 17, a többi országban pedig 40 millió dolláros bevételt hozott. A film továbbá az Arany Málna díj nyolc kategóriájában kapott jelölést, ebből a Legrosszabb remake, folytatás vagy utánzat-kategóriában nyert. Az Internet Movie Database elnevezésű filmes weboldalon a Maszk 2. a 100 legrosszabb film listáján jelenleg az 53. helyen áll. A kritikusok és a nézők jelentős része idétlen humorúnak és pocséknak tartják a filmet.

## Cselekmény
|  | Alább a cselekmény részletei következnek! |

Miután Stanley Ipkiss bedobta a folyóba a maszkot, az elsodródott Edge City vidéki részére. Eközben egy viking isten, Odin, megbízza fiát, Lokit, hogy szerezze vissza a maszkot, mert csak bajt okoz a földön.
Tim Avery egy rajzfilmstúdióban dolgozik, mint egy jelmezes teknős. Titkon komoly karrierről álmodik és egy saját rajzfilmsorozatról. Rettegéssel tölti el a gondolat, hogy egyszer ő is apa lesz. Felesége, Tonya pont az ellentéte: sikeres üzletasszony és már nagyon szeretne családot alapítani. Kutyájuk rátalál a maszkra egy patakmederben, majd hazaviszi. Tim egy Halloween buliba hivatalos, de elkallódott az álarca. Felesége tanácsára a varázslatos maszkot viszi el és veszi fel a buliban. A lapos bulit teljesen felforgatja és mindenki elképed, mert nem ilyennek ismerték a kollégájukat. A parti után hazamegy a feleségéhez és eltöltenek együtt egy szerelmes éjszakát. Tonya teherbe esik, de csak részben férjétől, mint inkább a maszktól. A maszknak hála Tim fia már a vérében hordozza a maszk őrületes képességeit, de sokáig ez rejtve marad. Tim feleségének el kell utaznia egy hétre és a férjére bízza a gyereket. A kisgyereken ekkor jelentkeznek elsőnek különös képességei, mellyel az apját halálra rémíti és kis híján az őrületbe is kergeti. A család kutyája megszerzi a maszkot és átalakul. Őrült ötlete támad: hogy újra magára vonzza gazdája figyelmét, megöli a babát. Azonban az ellenség sem hagyja magát, ő maszk nélkül is tud minden varázslatot. Megkezdődik a harcuk. De közben Loki is megérkezik a maszkért és elrabolja a gyereket. Tim leveszi kutyájáról a maszkot, majd a közben visszatért felesége segítségével elindul megmenteni közös fiukat.
|  | Itt a vége a cselekmény részletezésének! |

## Szereplők
| Szerep                 | Színész                       | Szinkronhang    |
| ---------------------- | ----------------------------- | --------------- |
| Tim Avery              | Jamie Kennedy                 | Csőre Gábor     |
| Loki                   | Alan Cumming                  | Rajkai Zoltán   |
| Alvey                  | Liam Falconer / Ryan Falconer |                 |
| Tonya Avery            | Traylor Howard                | Zsigmond Tamara |
| Daniel Moss            | Steven Wright                 | Forgács Péter   |
| Jorge                  | Kal Penn                      | Welker Gábor    |
| Dr. Neuman             | Ben Stein                     | Verebély Iván   |
| Fiú a múzeumban        | Brett Pickup                  | Berkes Bence    |
| Chad                   | Ryan Johnson                  | Szabó Máté      |
| Odin                   | Bob Hoskins                   | Kristóf Tibor   |
| Otis maszkban (hangja) | Bill Farmer                   | Szokol Péter    |